# Torneo de las Seis Naciones 2008

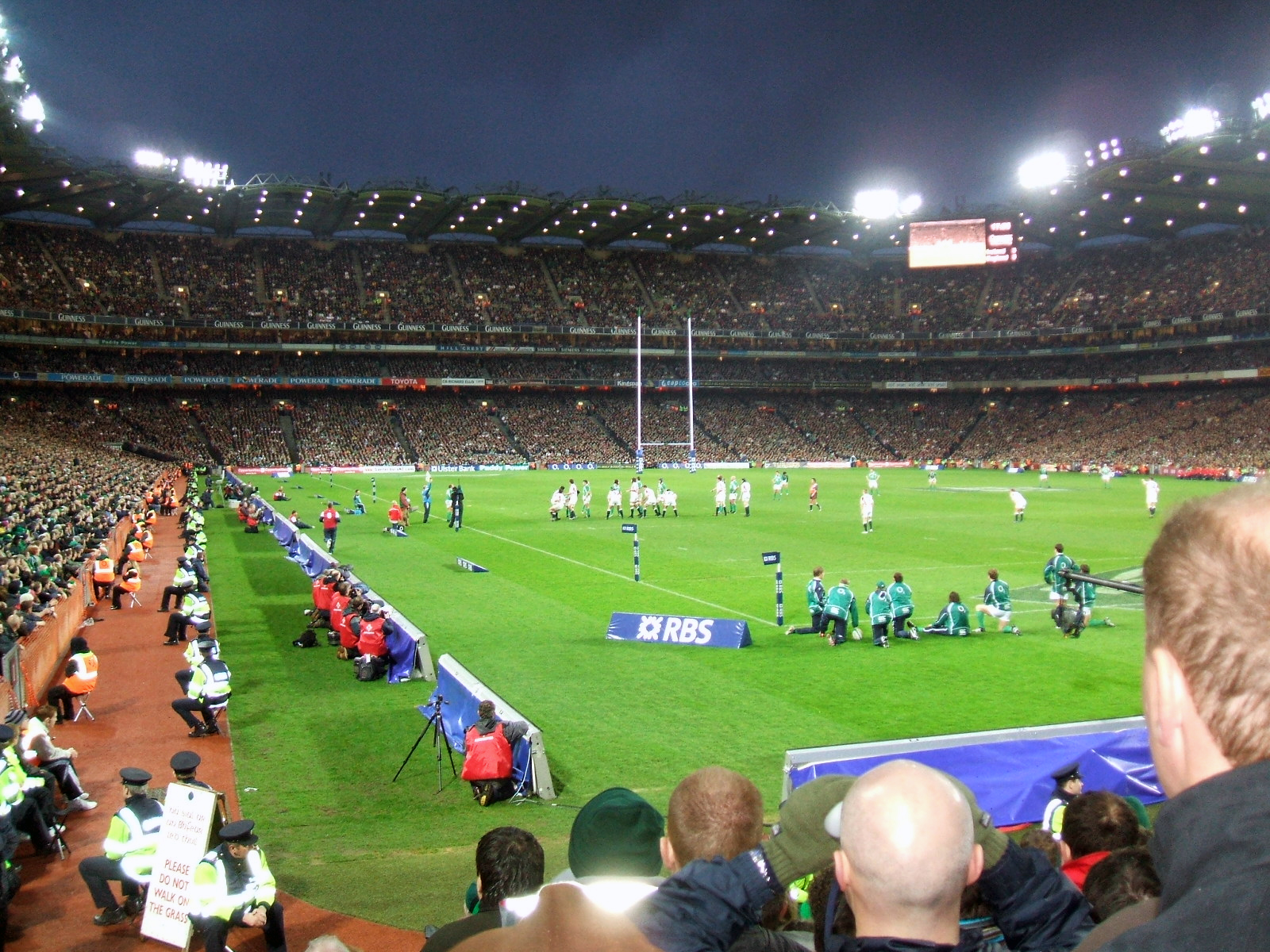
Por segundo año consecutivo, Irlanda jugó sus partidos de local en el Croke Park, ya que el Lansdowne Road se encontraba en remodelación.

El Torneo de las Seis Naciones 2008, conocido en inglés como 2008 RBS 6 Nations por razones publicitarias, fue la novena competencia de selecciones de rugby del Torneo de las Seis Naciones. Se jugaron 15 partidos a lo largo de cinco jornadas desde el 2 de febrero hasta el 15 de marzo, resultando campeón Gales consiguiendo el Grand Slam, el segundo en las últimas cuatro ediciones y el décimo en total. Así pues al conseguir el Grand Slam, Gales también se adjudicó Triple Corona al haber derrotado a los otros equipos británicos.
También se anunció que Gales jugaría todos sus partidos los días sábado.

## Participantes
| Selección  | Estadio            | Ciudad    | Entrenador       | Capitán          |
| ---------- | ------------------ | --------- | ---------------- | ---------------- |
| Inglaterra | Twickenham         | Londres   | Brian Ashton     | Phil Vickery     |
| Francia    | Stade de France    | París     | Marc Lièvremont  | Lionel Nallet    |
| Irlanda    | Croke Park         | Dublín    | Eddie O'Sullivan | Brian O'Driscoll |
| Italia     | Stadio Flaminio    | Roma      | Nick Mallett     | Sergio Parisse   |
| Escocia    | Murrayfield        | Edimburgo | Frank Hadden     | Jason White      |
| Gales      | Millennium Stadium | Cardiff   | Warren Gatland   | Ryan Jones       |

## Tabla de posiciones
| Posición | Selección  | Partidos | Partidos | Partidos | Partidos | Puntos  | Puntos    | Puntos | Puntos  | Puntos en tabla |
| Posición | Selección  | jug.     | gan.     | emp.     | per.     | a favor | en contra | dif.   | ensayos | Puntos en tabla |
| -------- | ---------- | -------- | -------- | -------- | -------- | ------- | --------- | ------ | ------- | --------------- |
| 1        | Gales      | 5        | 5        | 0        | 0        | 148     | 66        | +82    | 13      | 10              |
| 2        | Inglaterra | 5        | 3        | 0        | 2        | 108     | 83        | +25    | 8       | 6               |
| 3        | Francia    | 5        | 3        | 0        | 2        | 103     | 93        | +10    | 11      | 6               |
| 4        | Irlanda    | 5        | 2        | 0        | 3        | 93      | 99        | −6     | 9       | 4               |
| 5        | Escocia    | 5        | 1        | 0        | 4        | 69      | 123       | −54    | 3       | 2               |
| 6        | Italia     | 5        | 1        | 0        | 4        | 74      | 131       | −57    | 6       | 2               |

## Resultados

### Jornada 1
| 2 de febrero, 14:00 GMT | Irlanda                                                           | 16 - 11             | Italia                                               | Croke Park, Dublín,                                         |                                                             |
|                         | Ensayo: Dempsey 18' c Con: O'Gara Pen: O'Gara (3/4) 12', 57', 66' | (en inglés) Reporte | Ensayo: Parisse 61' m Pen: Bortolussi (2/3) 38', 70' | Asistencia: 75.387 espectadores Árbitro(s): Jonathan Kaplan | Asistencia: 75.387 espectadores Árbitro(s): Jonathan Kaplan |

| 2 de febrero, 16:30 GMT | Inglaterra                                                                             | 19 - 26             | Gales                                                                            | Twickenham, Londres,                                      |                                                           |
|                         | Ensayo: Flood 22' c Con: Wilkinson Pen: Wilkinson (3) 1', 11', 45' Drop: Wilkinson 17' | (en inglés) Reporte | Ensayos: Byrne 67' c Phillips 69' c Con: Hook (2) Pen: Hook (4) 3', 34', 57', 63 | Asistencia: 82.000 espectadores Árbitro(s): Craig Joubert | Asistencia: 82.000 espectadores Árbitro(s): Craig Joubert |

| 3 de febrero, 15:00 GMT | Escocia                                   | 6 - 27              | Francia                                                                                           | Murrayfield, Edimburgo,                                   |                                                           |
|                         | Pen: Parks (1/2) 30' Drop: Parks (1/2) 4' | (en inglés) Reporte | Ensayos: Clerc 12' c, 65' c Malzieu 23' c Con: Élissalde (2/2) Skrela Pen: Traille (2/2) 18', 55' | Asistencia: 67.800 espectadores Árbitro(s): Alain Rolland | Asistencia: 67.800 espectadores Árbitro(s): Alain Rolland |

### Jornada 2
| 9 de febrero, 14:00 GMT | Gales | 30 – 15             | Escocia                                    | Millennium Stadium, Cardiff,                               |                                                            |
|                         | Ensayos: S. Williams 12' c, 67' c Hook 45' c Con: Hook (2) S. Jones Pen: Hook (1/1) 28' S. Jones (2/2) 63', 71' | (en inglés) Reporte | Pen: Paterson (5/5) 10', 32', 42', 50', 55 | Asistencia: 75.100 espectadores Árbitro(s): Bryce Lawrence | Asistencia: 75.100 espectadores Árbitro(s): Bryce Lawrence |

| 9 de febrero, 16:00 GMT | Francia                                                             | 26 – 21             | Irlanda                                                                              | Stade de France, Saint-Denis,                           |                                                         |
|                         | Ensayos: Clerc 14' c, 18' m, 35' c Heymans 48' c Con: Élissalde (3) | (en inglés) Reporte | Ensayos: Penalty try 55' c Wallace 59' m Con: O'Gara Pen: O'Gara (3/4) 17', 28', 74' | Asistencia: 80.000 espectadores Árbitro(s): Nigel Owens | Asistencia: 80.000 espectadores Árbitro(s): Nigel Owens |

| 10 de febrero, 14:30 GMT | Italia                                                                       | 19 – 23             | Inglaterra                                                                             | Stadio Flaminio, Roma,    |                           |
|                          | Ensayo: Picone 76' c Con: Bortolussi Pen: Bortolussi (4/4) 5', 11', 44', 54' | (en inglés) Reporte | Ensayos: Sackey 3' c Flood 15' c Con: Wilkinson (2) Pen: Wilkinson (3/4) 31', 37', 57' | Árbitro(s): Alain Rolland | Árbitro(s): Alain Rolland |

### Jornada 3
| 23 de febrero, 15:00 GMT | Gales | 47 - 8              | Italia                                                                   | Millennium Stadium, Cardiff,                             |                                                          |
|                          | Ensayos: Byrne 28' c, 68' c Shanklin 42' c S. Williams 57' c, 75' c Cons: S. Jones (3/3) Hook (2/2) Pen: S. Jones (4/4) 4', 11', 47', 50' | (en inglés) Reporte | Ensayo: Castrogiovanni 12' m Con: Marcato (0/1) Pen: Marcato (1/2) 40+2' | Asistencia: 74.500 espectadores Árbitro(s): Dave Pearson | Asistencia: 74.500 espectadores Árbitro(s): Dave Pearson |

| 23 de febrero, 17:00 GMT | Irlanda                                                                                       | 34 - 13             | Escocia                                                         | Croke Park, Dublín,           |                               |
|                          | Ensayos: Wallace 22' c Horan 42' Kearney 56' c Bowe 62', 79' Cons: O'Gara 22' Pen: O'Gara 48' | (en inglés) Reporte | Ensayo: Webster 51' c Cons: Paterson 51' Pen: Paterson 24', 31' | Árbitro(s): Christophe Berdos | Árbitro(s): Christophe Berdos |

| 23 de febrero, 20:00 GMT | Francia                                                                   | 13 – 24             | Inglaterra | Stade de France, Saint-Denis, |                         |
|                          | Ensayo: Nallet 24' c Con: Traille Pen: Parra (1/1) 49' Yachvili (1/1) 74' | (en inglés) Reporte | Ensayos: Sackey 5' c Wigglesworth 79' m Con: Wilkinson Pen: Wilkinson (3/5) 14', 29', 68' Drop: Wilkinson (1/2) 64' | Árbitro(s): Steve Walsh       | Árbitro(s): Steve Walsh |

### Jornada 4
| 8 de marzo, 13:15 GMT | Irlanda                             | 12 – 16             | Gales                                                                            | Croke Park, Dublín,                                      |                                                          |
|                       | Pen: O'Gara (4/4) 4', 18', 61', 66' | (en inglés) Reporte | Ensayo: Williams 51' c Con: S. Jones Pen: S. Jones (2/3) 26', 45' Hook (1/1) 74' | Asistencia: 75.000 espectadores Árbitro(s): Wayne Barnes | Asistencia: 75.000 espectadores Árbitro(s): Wayne Barnes |

| 8 de marzo, 15:15 GMT | Escocia                                               | 15 – 9              | Inglaterra                         | Murrayfield, Edimburgo,                                     |                                                             |
|                       | Pen: Paterson (4/4) 8', 30', 40', 41' Parks (1/1) 46' | (en inglés) Reporte | Pen: Wilkinson (3/5) 25', 49', 51' | Asistencia: 67.987 espectadores Árbitro(s): Jonathan Kaplan | Asistencia: 67.987 espectadores Árbitro(s): Jonathan Kaplan |

| 9 de marzo, 15:00 GMT | Francia                                                                                          | 25 – 13             | Italia                                                                | Stade de France, Saint-Denis,                          |                                                        |
|                       | Ensayos: Floch 13' c Jauzion 53' m Rougerie 66' c Con: Yachvili (2) Pen: Yachvili (2/2) 27', 37' | (en inglés) Reporte | Ensayo: Castrogiovanni 58' c Con: Marcato Pen: Marcato (2/2) 18', 31' | Asistencia: 75.000 espectadores Árbitro(s): Alan Lewis | Asistencia: 75.000 espectadores Árbitro(s): Alan Lewis |

### Jornada 5
| 15 de marzo, 13:00 GMT | Italia | 23 – 20             | Escocia                                                                                   | Stadio Flaminio, Roma,                                  |                                                         |
|                        | Ensayos: Penalty try 13' c Canale 59' c Con: Marcato (2) Drop: Marcato (1/1) 79' Pen: Marcato (2/4) 36', 68' | (en inglés) Reporte | Ensayos: Hogg 21' c Blair 40' c Con: Paterson (2) Pen: Parks (1/1) 25' Paterson (1/1) 72' | Asistencia: 40.000 espectadores Árbitro(s): Nigel Owens | Asistencia: 40.000 espectadores Árbitro(s): Nigel Owens |

| 15 de marzo, 15:00 GMT | Inglaterra                                                                                           | 33 – 10             | Irlanda                                               | Twickenham, Londres,                                         |                                                              |
|                        | Ensayos: Sackey 19' c Tait 57' c Noon 69' c Con: Cipriani (3) Pen: Cipriani (4/4) 12', 30', 44', 73' | (en inglés) Reporte | Ensayo: Kearney 4' c Con: O'Gara Pen: O'Gara (1/2) 7' | Asistencia: 82.000 espectadores Árbitro(s): Stuart Dickinson | Asistencia: 82.000 espectadores Árbitro(s): Stuart Dickinson |

| 15 de marzo, 17:00 GMT | Gales | 29 – 12             | Francia                                               | Millennium Stadium, Cardiff,                              |                                                           |
|                        | Ensayos: S. Williams 60' c M. Williams 77' c Con: S. Jones (2) Pen: Hook (3/5) 5', 18', 21' S. Jones (2/2) 63', 74' | (en inglés) Reporte | Pen: Élissalde (3/3) 19', 39', 46' Yachvili (1/1) 69' | Asistencia: 75.000 espectadores Árbitro(s): Marius Jonker | Asistencia: 75.000 espectadores Árbitro(s): Marius Jonker |

## Anotadores
| 1 | Shane Williams        | 6 | Gales      |
| 2 | Vincent Clerc         | 5 | Francia    |
| 3 | Lee Byrne             | 3 | Gales      |
| - | Paul Sackey           | 3 | Inglaterra |
| 4 | Tommy Bowe            | 2 | Irlanda    |
| - | Martín Castrogiovanni | 2 | Italia     |
| - | Toby Flood            | 2 | Inglaterra |
| - | Rob Kearney           | 2 | Irlanda    |
| - | David Wallace         | 2 | Irlanda    |
| 5 | Mike Blair            | 1 | Escocia    |
| - | Gonzalo Canale        | 1 | Italia     |
| - | Girvan Dempsey        | 1 | Irlanda    |
| - | Anthony Floch         | 1 | Francia    |
| - | Cédric Heymans        | 1 | Francia    |
| - | Allister Hogg         | 1 | Escocia    |
| - | James Hook            | 1 | Gales      |
| - | Marcus Horan          | 1 | Irlanda    |
| - | Yannick Jauzion       | 1 | Francia    |
| - | Julien Malzieu        | 1 | Francia    |
| - | Lionel Nallet         | 1 | Francia    |
| - | Jamie Noon            | 1 | Inglaterra |
| - | Sergio Parisse        | 1 | Italia     |
| - | Michael Phillips      | 1 | Gales      |
| - | Simon Picone          | 1 | Italia     |
| - | Aurélien Rougerie     | 1 | Francia    |
| - | Tom Shanklin          | 1 | Gales      |
| - | Mathew Tait           | 1 | Inglaterra |
| - | Simon Webster         | 1 | Escocia    |
| - | Richard Wigglesworth  | 1 | Inglaterra |
| - | Martyn Williams       | 1 | Gales      |

| 1 | Jonny Wilkinson | 50 | Inglaterra |
| 2 | Ronan O'Gara    | 48 | Irlanda    |
| 3 | Stephen Jones   | 44 | Gales      |
| - | James Hook      | 44 | Gales      |